# Bertolt-Brecht-Schule Darmstadt
Die Bertolt-Brecht-Schule (kurz: BBS) ist ein staatliches Oberstufengymnasium im Martinsviertel in Darmstadt. Diese Oberstufe wurde zu Ehren des Dramatikers und Lyrikers Bertolt Brecht benannt.

## Geschichte
Als Gründungsjahr der Bertolt-Brecht-Schule wird das Jahr 1974 genannt. Wenige Jahre später erhielt die Schule eine Erweiterung, die lückenlos an das Hauptgebäude anschließt. Des Weiteren wurde im Jahre 2011 der Neubau der Bertolt-Brecht-Schule fertiggestellt, indem sich primär hoch ausgestattete Räume für die Naturwissenschaften Mathematik, Physik, Biologie und Chemie befinden. Durch einen Durchgang ist dieses Gebäude lückenlos vom Hauptgebäude erreichbar. Die große Dachterrasse der Schule ist mittlerweile aufgrund von Baumängeln geschlossen. Durch den allgemeinen schlechten Zustand des Hauptgebäudes treten immer wieder Gerüchte über einen Neubau an selbiger Stelle auf.
2012 wurde die Bertolt-Brecht-Schule die vierte bundeswehrfreie Schule. Dafür wurde 2013 der Aachener Friedenspreis vergeben.
2013 war die Bertolt-Brecht-Schule Schauplatz der Deutschen Go-Einzelmeisterschaft, infolge derer Lukas Krämer erstmals Deutscher Meister im Go wurde.

## Namensgeber der Schule – Bertolt Brecht

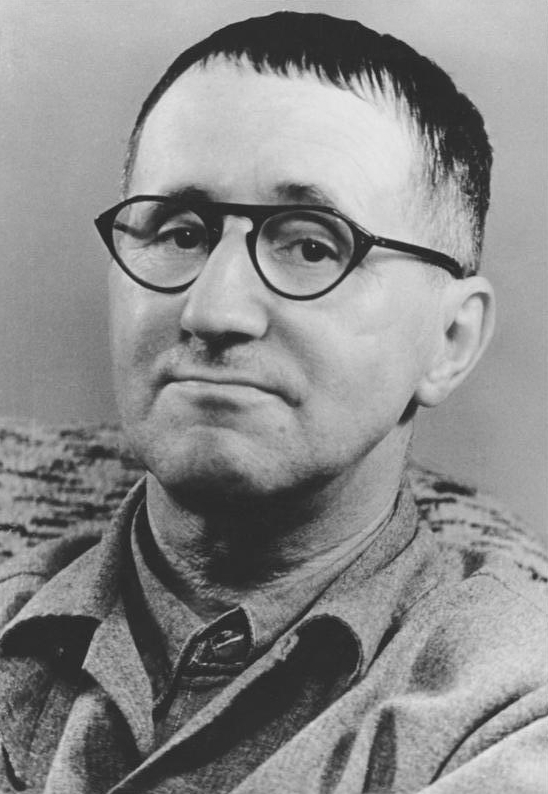
Bertolt Brecht

Die Bertolt-Brecht-Schule ist nach dem berühmten Dramatiker und Lyriker Bertolt Brecht benannt. Ihren Namen gab ihr damals der erste Schulleiter Fritz Deppert sowie der damalige Studienrat Peter Benz.

## Schüler
Aktuell besuchen etwa 660 Schüler die Bertolt-Brecht-Schule. Die Schüler kommen aus Darmstadt sowie u. a. aus Mühltal, Roßdorf, Messel oder Ober-Ramstadt im Landkreis Darmstadt-Dieburg. Das Alter der Schüler liegt in einem Bereich von 15 bis zu 21 Jahren. Der Großteil der Schüler erreicht die Schule durch die nahe gelegene Straßenbahnanbindung der Linien 4 und 5. Andere benutzen die Buslinien H und L oder nutzen ihr Fahrrad, für die es zahlreiche vorgesehene Fahrradabstellplätze gibt.

## Die Bertolt-Brecht-Schule heute
An der Bertolt-Brecht-Schule gibt es drei Jahrgangsstufen auf die sich etwa jeweils 220 Schüler aufteilen. An der Schule gibt es keine Klassen im klassischen Sinne. Jeder kann sich seinen Stundenplan individuell zusammenstellen und die verschiedenen Kurse nach Zeiten und Lehrer wählen. Als Leistungskurse werden zurzeit Biologie, Chemie, Deutsch, Englisch, Französisch, Geschichte, Kunst, Mathematik, Musik, Physik, Politik und Wirtschaft, Spanisch sowie Sport angeboten. Als Grundkurse werden außerdem noch Darstellendes Spiel, Ethik, Informatik, Latein, Philosophie, evangelische sowie katholische Religion zur Wahl gestellt.
Besonders an der Bertolt-Brecht-Schule ist es, dass bereits in der Einführungsphase II probeweise zwei vierstündige Leistungskurse gewählt werden können, welche man bei der endgültigen Wahl in der Qualifikationsphase I nochmal abändern kann.

### Schulische Veranstaltungen (Auswahl)
| - Projektwoche - Berufsorientierte Woche - Philosophieabend | - Skifreizeit - Theateraufführung - Konzerte | - Sporttag - Studienfahrt - Vorlesungen |

### Arbeitsgemeinschaften
Die Bertolt-Brecht-Schule bietet eine Vielzahl von AGs an, die musische, sprachliche, sportliche sowie soziale Arbeitsgruppen beinhalten. An der BBS gibt es einen Schulsanitätsdienst.
Übersicht (Auswahl)
| - Video-AG - Jazz-AG - Rock-AG - Kampfkunst-AG | - Go-AG - Naturwissenschaften - Lehrersport | - Schülerzeitung - Chor - Schwedisch-AG |

### Brecht_Extra
BRECHT_EXTRA ist eine Veranstaltungsreihe der Bertolt-Brecht-Schule, in der Künstler, Musiker, Schriftsteller und andere Kulturschaffende eingeladen werden und ihr Werk und ihre Arbeit zu präsentieren. Diese Veranstaltungsreihe richtet sich nicht nur an Schüler der Schule, sondern auch an die Öffentlichkeit.

### Umgebung
Die Bertolt-Brecht-Schule liegt im Martinsviertel in Darmstadt. Genauer liegt sie im Bürgerpark und somit in der Nähe von zahlreichen Schulen und Sportstätten. Durch die zentrale Lage ist eine Anbindung mit öffentlichen Verkehrsmitteln gewährleistet. Zudem gibt es in unmittelbarer Nähe zwei große Parkplätze, die kostenfrei genutzt werden können. Die Straßenbahnhaltestelle Nordbad ist nur rund 120 Meter vom Haupteingang der BBS entfernt. Eine große Anzahl von Schülern kommt mit der Straßenbahn zur Schule. Es ist möglich, per H- und L-Bus anzureisen.

### Kooperation mit Darmstadt 98
Gemeinsam mit dem Nachwuchsleistungszentrum des SV Darmstadt 98 besteht eine Kooperation. Das „Duale System Fußball und Schule“ soll den Spielern mehr Zeit zur Ausbildung beim NLZ bei den Lilien verschaffen ohne die schulische Ausbildung zu vernachlässigen.

## Tagesablauf an der BBS
Die erste Unterrichtsstunde beginnt morgens um acht Uhr. Je nach Fächerkombination und Wahl kann es vorkommen, dass Schüler an manchen Tagen bis zur 12. Stunde Unterricht haben. Die Unterrichtszeit pro Fach beträgt immer 90 Minuten, es gibt also ausschließlich Doppelstunden. Nach jeder Doppelstunde gibt es eine Pause von 15 Minuten. Es gibt keine allgemeine Mittagspause und keine Mensa, die warme Speisen anbietet. Es gibt dennoch einen Schulkiosk, welcher verschiedene Snacks, Brötchen und Salate anbietet.

## Sportunterricht
An der Bertolt-Brecht-Schule gibt es zahlreiche frei wählbare Sportarten. An der Oberstufe Sport wird als fünfstündiger Leistungskurs angeboten.
Des Weiteren gibt es, bei ausreichender Nachfrage, einen dreistündigen Sportkurs. Nur wer einen dreistündigen Sport-Grundkurs belegt hat, kann Sport als Abiturprüfungsfach einbringen. Die meisten Sportkurse befinden sich in der Nachmittagszeit und nur wenige am Vormittag.

## Gebäude
Die gesamte Bertolt-Brecht-Schule besteht aus drei verschiedenen Teilen, die nahtlos zusammenhängen. So gibt es das ältere Hauptgebäude, einen Anbau und einen Neubau. In der Schule selbst gibt es separate Räume im Erdgeschoss für die Fächer Kunst, Musik und Darstellendes Spiel. Im Neubau befinden sich die Räume für Naturwissenschaften, welche alle mit einem Smartboard ausgestattet sind. Die Räume im ersten Obergeschoss des Altbaus werden für die restlichen Unterrichtsfächer verwendet. Des Weiteren verfügt die Schule über drei Computerräume, wobei einer permanent für das Unterrichtsfach Kunst reserviert ist. Im Erdgeschoss befindet sich ebenfalls noch die Räumlichkeiten der Schulleitung, eine Schulaula (genannt Neues Foyer), während sich das dauerhaft geöffnete Lehrerzimmer im Obergeschoss befindet. Das Lehrerzimmer steht jederzeit allen Schülern offen, was nicht zuletzt ein Hinweis auf die enge Verbindung zwischen den Lehrern und ihren Schülern ist.

## Austausch
Die Bertolt-Brecht-Schule nimmt an verschiedenen Schüleraustausch-Programmen teil. So wird jährlich unter anderen ein Austausch mit Schülern aus Polen organisiert. Hierbei handelt es sich um einen Austausch mit Schülern der internationalen Partnerschule Liceum Jagiełły aus Płock. Je nach Nachfrage gibt es die Möglichkeit, an einem Schüleraustausch mit Schülern aus Australien teilzunehmen.

## Persönlichkeiten

### Lehrer
- Peter Benz (1974), SPD-Politiker
- Fritz Deppert (1974 bis 1996), Schriftsteller
- Rainer Lind, Maler, Zeichner und Grafiker
- Lars Reichow (1994 bis 2000), Musikkabarettist[9][10]
- Rainer Wieczorek (1992 bis 2021), Schriftsteller

### Schüler
- Ahmad Milad Karimi (Abitur 2000), Religionsphilosoph
- Felicitas Pommerening (Abitur 2000), Schriftstellerin
- Klaus Peter Schellhaas (Abitur 1979), Kommunalpolitiker
- Marco Koch (Abitur 2009), Schwimmer
- Jonas Zipf (Abitur 2001), einer der Leiter des Theaterhauses Jena
- Yannick Stark (Abitur 2010), Fußballspieler
- Peter Sonnenberg (Abitur 1989), ARD-Lateinamerika-Korrespondent